# Alex Krycek
Alex Krycek – to fikcyjna postać serialu Z Archiwum X, którego zagrał Nicholas Lea.

## Historia postaci
Krycek jest pochodzenia rosyjsko-amerykańskiego. Po raz pierwszy pojawia się w drugim sezonie jako nowy, młody agent FBI – partner agenta Muldera. Wspólnie z nim i Scully rozwiązuje kilka przypadków. W rzeczywistości pracuje on dla Palacza, co wkrótce wychodzi na jaw. Jest tzw. specem od brudnej roboty (członkiem Men in Black czyli Facetów w czerni): zabija ojca Foxa Muldera – Billa, siostrę Dany Scully – Melissę (celem była Dana). Próbuje pozbyć się też Skinnera, lecz to się nie udaje. Wkrótce Palacz chce zlikwidować Kryceka, ale ten w ostatniej chwili ucieka. W późniejszych odcinkach pomaga w zasadzie obu stronom. W finale ósmego sezonu został zastrzelony przez Skinnera, w czasie próby zabójstwa Muldera.